# ربیع‌آباد (درمیان)
ربیع آباد روستایی در دهستان درمیان بخش مرکزی شهرستان درمیان استان خراسان جنوبی ایران است. بر پایه سرشماری عمومی نفوس و مسکن در سال ۱۳۹۰ جمعیت این روستا ۷۷ نفر (در ۲۱ خانوار) بوده است.